# Aruncarea ciocanului
Aruncarea ciocanului este o disciplină sportivă de atletism unde se aruncă un ciocan cât mai departe pe teren. Instrumentul de aruncat este format dintr-o bilă de metal și un mâner prinse de o coardă. Disciplina este olimpică (masc.1900 /fem. 2000).

## Recorduri

### Masculin
- Primul record înregistrat: 27,74 m, cu ciocan de 16 pfunzi și cu coadă de lemn, Adam Wilson (GBR), 10 mai 1828 în Hunter's Tryst
- Primul record înregistrat după regulamentul actual: 30,12 m, Edmund Baddeley (GBR), 15 aprilie 1878
- Primul record mondial oficial: : 57,77 m, Patrick Ryan (USA), 17 august 1913, record depășit la 22 august 1937
- Primul record peste 60 m: 60,34 m, József Csermák (HUN), 24 iulie 1952
- Primul record peste 70 m: 70,33 m, Harold Connolly (USA), 12 august 1960
- Primul record peste 80 m: 80,14 m, Boris Zaiciuk (URS), 9 iulie 1978

primul record peste 85 de metri:86,69m Yuri Sedih(URSS)

### Feminin
- Primul record înregistrat: 17,03 m, Lucinda Moles (ESP), 29 iunie 1931 în Madrid
- Primul record peste 40 m: 41,99 m, Carol Cady (USA), 10 aprilie 1982
- Primul record peste 50 m: 53,65 m, Carol Cady (USA), 28 aprilie 1984
- Primul record peste 60 m: 61,20 m, Aya Suzuki (JPN), 30 aprilie 1989
- Primul record mondial oficial: 66,84 m, Olga Kusenkowa (RUS), 23 februarie 1994
- Primul record peste 70 m: 71,22 m, Olga Kusenkova (RUS), 22 iunie 1997

## Atleți remarcabili
Masculin
- Triplu campion olimpic: John Flanagan (USA) (1900, 1904, 1908)
- Dublu campion olimpic:
  - Patrick O’Callaghan (IRL) (1928, 1932)
  - Iurii Zedyh (URS) (1976, 1980), și campion mondial în 1991
- Dublu campion mondial:
  - Serghei Litvinov (URS) (1983, 1987), și campion olimpic în 1988
  - Andrei Abduvaliev (TJK) (1993, 1995), și campion olimpic în 1992
  - Ivan Țihan (BLR) (2003, 2005),

Feminin
- Yipsi Moreno (CUB): capioană dublă mondială (2001 și 2003)
- Olga Kuzenkova (RUS): campioană olimpică în 2004, și triplă vicecampioană mondială (1999, 2001, 2003)

## Medaliați olimpici

### Masculin
| Anul | Aur                        | Argint                    | Bronz                      |
| ---- | -------------------------- | ------------------------- | -------------------------- |
| 1900 | John Flanagan (USA)        | Truxton Hare (USA)        | Josiah McCracken (USA)     |
| 1904 | John Flanagan (USA)        | John DeWitt (USA)         | Ralph Rose (USA)           |
| 1908 | John Flanagan (USA)        | Matthew McGrath (USA)     | Cornelius Walsh (USA)      |
| 1912 | Matthew McGrath (USA)      | Duncan Gillis (CAN)       | Clarence Childs (USA)      |
| 1920 | Patrick Ryan (USA)         | Carl Johan Lind (SWE)     | Basil Bennett (USA)        |
| 1924 | Frederic Tootell (USA)     | Matthew McGrath (USA)     | Malcolm Nokes (GBR)        |
| 1928 | Patrick O’Callaghan (IRL)  | Ossian Skiöld (SWE)       | Edmund Black (USA)         |
| 1932 | Patrick O’Callaghan (IRL)  | Ville Pörhölä (FIN)       | Peter Zaremba (USA)        |
| 1936 | Karl Hein (GER)            | Erwin Blask (GER)         | Fred Warngård (SWE)        |
| 1948 | Imre Németh (HUN)          | Ivan Gubijan (YUG)        | Bob Bennett (USA)          |
| 1952 | József Csermák (HUN)       | Karl Storch (GER)         | Imre Németh (HUN)          |
| 1956 | Harold Connolly (USA)      | Michail Kriwonosow (URS)  | Anatoli Samozwetow (URS)   |
| 1960 | Wassili Rudenkow (URS)     | Gyula Zsivóczky (HUN)     | Tadeusz Rut (POL)          |
| 1964 | Romuald Klim (URS)         | Gyula Zsivóczky (HUN)     | Uwe Beyer (EUA)/(FRG)      |
| 1968 | Gyula Zsivóczky (HUN)      | Romuald Klim (URS)        | Lázár Lovász (HUN)         |
| 1972 | Anatoli Bondartschuk (URS) | Jochen Sachse (GDR)       | Wassili Chmelewski (URS)   |
| 1976 | Jurij Sedych (URS)         | Alexei Spiridonow (URS)   | Anatoli Bondartschuk (URS) |
| 1980 | Jurij Sedych (URS)         | Sergei Litwinow (URS)     | Jüri Tamm (URS)            |
| 1984 | Juha Tiainen (FIN)         | Karl-Hans Riehm (GER)     | Klaus Ploghaus (FRG)       |
| 1988 | Sergei Litwinow (URS)      | Jurij Sedych (URS)        | Jüri Tamm (URS)            |
| 1992 | Andrei Abduwalijew (EUN))  | Ihar Astapkowitsch (EUN)  | Igor Nikulin (EUN)         |
| 1996 | Balázs Kiss (HUN)          | Lance Deal (USA)          | Alexei Krikun (UKR)        |
| 2000 | Szymon Ziółkowski (POL)    | Nicola Vizzoni (ITA)      | Ihar Astapkowitsch (BLR)   |
| 2004 | Kōji Murofushi (JPN)       | Iwan Zichan (BLR)         | Esref Apak (TUR)           |
| 2008 | Primož Kozmus (SLO)        | Wadsim Dsewjatouski (BLR) | Iwan Zichan (BLR)          |

### Feminin
| Anul | Aur                      | Argint               | Bronz                  |
| ---- | ------------------------ | -------------------- | ---------------------- |
| 2000 | Kamila Skolimowska (POL) | Olga Kusenkowa (RUS) | Kirsten Münchow (GER)  |
| 2004 | Olga Kusenkowa (RUS)     | Yipsi Moreno (CUB)   | Yunaika Crawford (CUB) |
| 2008 | Aksana Mjankowa (BLR)    | Yipsi Moreno (CUB)   | Zhang Wenxiu (CHN)     |

## Medaliați la campionatul mondial

### Masculin
| Anul | Aur                      | Argint                    | Bronz                    |
| ---- | ------------------------ | ------------------------- | ------------------------ |
| 1983 | Sergei Litwinow (URS)    | Jurij Sedych (URS)        | Zdzislaw Kwasny (POL)    |
| 1987 | Sergei Litwinow (URS)    | Jüri Tamm (URS)           | Ralf Haber (GDR)         |
| 1991 | Jurij Sedych (URS)       | Ihar Astapkowitsch (URS)  | Heinz Weis (GER)         |
| 1993 | Andrei Abduwalijew (TJK) | Ihar Astapkowitsch (BLR)  | Tibor Gécsek (HUN)       |
| 1995 | Andrei Abduwalijew (TJK) | Ihar Astapkowitsch (BLR)  | Tibor Gécsek (HUN)       |
| 1997 | Heinz Weis (GER)         | Andrei Skwaruk (UKR)      | Wassili Sidorenko (RUS)  |
| 1999 | Karsten Kobs (GER)       | Zsolt Németh (HUN)        | Wladislaw Piskunow (UKR) |
| 2001 | Szymon Ziółkowski (POL)  | Kōji Murofushi (JPN)      | Ilja Konowalow (RUS)     |
| 2003 | Iwan Zichan (BLR)        | Adrián Annus (HUN)        | Kōji Murofushi (JPN)     |
| 2005 | Iwan Zichan (BLR)        | Wadsim Dsewjatouski (BLR) | Szymon Ziółkowski (POL)  |
| 2007 | Iwan Zichan (BLR)        | Primož Kozmus (SLO)       | Libor Charfreitag (SVK)  |
| 2009 | Primoz Kozmus (SLO)      | Szymon Ziółkowski (POL)   | Alexej Sagorn (RUS)      |

### Feminin
| Anul | Aur                    | Argint               | Bronz                           |
| ---- | ---------------------- | -------------------- | ------------------------------- |
| 1999 | Mihaela Melinte (ROM)  | Olga Kusenkowa (RUS) | Lisa Misipeka (ASA)             |
| 2001 | Yipsi Moreno (CUB)     | Olga Kusenkowa (RUS) | Bronwyn Eagles (AUS)            |
| 2003 | Yipsi Moreno (CUB)     | Olga Kusenkowa (RUS) | Manuela Montebrun (FRA)         |
| 2005 | Olga Kusenkowa (RUS)   | Yipsi Moreno (CUB)   | Tatjana Lyssenko (RUS)          |
| 2007 | Betty Heidler (GER)    | Yipsi Moreno (CUB)   | Zhang Wenxiu (CHN)              |
| 2009 | Anita Włodarczyk (POL) | Betty Heidler (GER)  | Martina Danišová-Hrašnová (SVK) |